# Мивнай
Мивнай (IV век н. э.) — согдийская женщина, которую бросил в нищете в Дуньхуане (Китай) её муж Нанай-дхат. Известна из согдийских древних писем № 1 и 3.

## Согдийские письма
Среди наиболее важных документов согдийской истории — пять почти полных писем (пронумерованы от 1 до 5), обнаруженных в 1907 году известным британским археологом венгерско-еврейского происхождения Аурелем Стейном в китайской сторожевой башне к западу от Нефритовых ворот, укрепленного аванпоста, охраняющего западные подходы к административному и культурному центру Дуньхуан (на западе современного Ганьсу). Находка Стейна находилась примерно в 90 км. к западу от Дуньхуана и в 550 км. к востоку от Лу-лана, еще одного важного форпоста на южном ответвлении великого шелкового пути, который огибал пустыню Такла-Макан. Представляется вероятным, что письма были конфискованы китайским гарнизоном в то время, когда китайскому контролю на этом дальнем западе угрожала опасность. Несмотря на значительные разногласия по поводу датировки писем, наиболее убедительные аргументы указывают на 313—314 года. Два письма были отправлены Мивнай, согдйиской женщиной в бедственном положении, брошенной в Дуньхуане (№ № 1 и 3); два других письма (№ № 2 и 5) касаются коммерческой деятельности авторов. В то время как в Центральной Азии был обнаружен целый архив согдийских документов, датируемых несколькими столетиями позже, согдийские древние письма являются самыми ранними существенными примерами согдийской письменности и, таким образом, предоставляют чрезвычайно важную информацию о ранней истории согдийской диаспоры вдоль восточного конца Великого шелкового пути.

## Письма Мивнай
В «Древнем письме № 1» Мивнай пишет своей матери, Чатис, и объясняет ей и её ребенку (Шайн) ситуацию и говорит, что она пыталась найти кого-нибудь, чтобы отвезти её в дом своей матери, но никто не желает помочь и от бессилия пишет: 
«Я полагаюсь на милосердие зороастрийского священника»
В Древнем письме № 3 — письме Мивнай своему мужу, Нанай-дхату она жалуется, что её муж никогда не отвечает на её письма и не присылает деньги. Она пишет: 
«Я послушалась твоего приказа и приехала в Дуньхуан, а ты не выполнил приказов моей матери и моих братьев. Конечно же, боги рассердились на меня в тот день, когда я исполнила твое распоряжение!»
А в завершении говорит: 
«Я лучше буду женой собаки или свиньи, чем твоей!»